# 1971年太平洋颱風季
| 太平洋颱風季             |
| 主題頁 - 專題 - 編輯指南 |

1971年太平洋颱風季泛指在1971年全年內的任何時間，於赤道以北及國際換日線以西的太平洋水域，以及南中國海所產生的熱帶氣旋。雖然有關方面並沒有設下本颱風季的指定期限，但大部份於西北太平洋的熱帶氣旋通常都會於五月至十二月期間形成。
本條目的範圍僅侷限於赤道以北及國際換日線以西的太平洋及南海的水域。於赤道以北及國際換日線以東的太平洋水域產生的風暴則被稱為颶風，並被列入1971年太平洋颶風季。在西太平洋產生的熱帶風暴是由聯合颱風警報中心命名，國際編號為71xx。而凡進入或產生於菲律賓風暴責任範圍以內的熱帶低氣壓，菲律賓大氣地理天文部門 (PAGASA) 都會為它們訂立一個菲律賓名稱，作當地警報用途；因此同一個風暴有時候會有兩個不同的名稱。
以下各熱帶氣旋資訊以熱帶氣旋存在期間的最強形態為準。

## 已被國際命名的熱帶氣旋
在1971年，有37個熱帶低氣壓形成，其中35個成為了熱帶風暴。24個成為了颱風。6個更成為了超級颱風。

### 熱帶風暴莎拉 (Sarah)
PAGASA:Auring

### 熱帶風暴黛瑪 (Thelma)
PAGASA:Bebeng

### 颱風維娜 (Vera)
PAGASA:Karding

### 颱風溫黛 (Wanda)
PAGASA:Diding

### 熱帶風暴貝貝 (Babe)
PAGASA:Etang

### 熱帶風暴嘉娜 (Carla)
PAGASA:Gening

### 颱風戴娜 (Dinah)
PAGASA:Herming

### 熱帶風暴愛瑪 (Emma)
PAGASA:Ising

### 颱風法妮黛 (Freda)
PAGASA:Luding
法妮黛於6月14日在菲律賓以東海面生成，在生命期內大致向西北移動，先登陸呂宋前增強成颱風，其後穿越菲律賓，仍以颱風強度進入南海，向珠江口一帶進發，法妮黛在華南地區進行最後一次登陸，最終在6月18日消失。皇家香港天文台在6月16日12時15分懸掛一號戒備信號，當時法妮黛集結在香港東南約670公里，並在同日23時10分改掛三號強風信號，當時法妮黛集結在香港東南約390公里。午夜時分，法妮黛移動速度減慢，並在東沙島以南約90公里掠過。法妮黛的中心在6月17日凌晨進入天文台雷達觀測範圍，風眼直徑大約50至60公里。
隨著法妮黛接近香港，天文台在6月17日10時20分改掛七號（今八號東北）烈風信號，當時法妮黛集結在香港東南偏南約240公里。香港風力在17日日間顯著增強，下午離岸已受烈風影響。香港風力在17日晚間進一步增強，接近午夜時分境內普遍受烈風影響。法妮黛在18日上午1時40分最接近香港，約在香港天文台西南約40公里掠過，當時天文台錄得最低氣壓約984.3百帕斯卡。天文台再在18日2時10分及6時15分別改掛八號（今八號東南）、六號（今八號西南）烈風信號。法妮黛在18日早上在香港以西約70公里地方登陸。因應法妮黛登陸及減弱，天文台在同日14時10分改掛三號信號，16時10分除下所有信號，所有時間均為夏令時間。

### 颱風潔黛 (Gilda)
PAGASA:Mameng

### 颱風夏麗 (Harriet)
PAGASA:Neneng

### 熱帶風暴甘茵 (Kim)
PAGASA:Oniang

### 颱風珍妮 (Jean)
PAGASA:Pepang

### 颱風露茜 (Lucy)
PAGASA:Rosing

香港懸掛最高熱帶氣旋警告信號： 八號西北烈風或暴風信號 /  八號西南烈風或暴風信號
露茜是1971年第二個令香港發出8號烈風或暴風信號的熱帶氣旋。
7月16日，在馬尼拉以東1550公里的太平洋形成。
在7月17-19日，露茜逐漸向西北移動，趨向呂宋海峽，強度逐漸增強，19日達到顛峰，每小時為215公里。
7月20日，露茜進入呂宋海峽，香港開始受下沉氣流影響，天氣悶熱，有煙霞。
7月21日，天文台在午夜12時30分發出一號戒備信號。當時集結在香港之東南偏東約650公里，隨著在日間逐漸迫近，三號強風信號在下午3時45分發出，集結在香港之東南偏東約350公里。
7月22日隨著強風至烈風程度的北至西北風影響香港，八號西北烈風或暴風信號在凌晨3時正發出，集結在香港之東南偏東約160公里。
當露茜在早上8時正移至香港以東約90公里時，市區啟德，西貢及打鼓嶺的西北風開始增強至烈風程度。
露茜在中午12時左右在西貢半島與大鵬半島之間的大鵬灣掠過，之後在正午12時40分在深圳鹽田與葵涌大梅沙灣梅沙鎮登陸，隨著風向轉變，八號西南烈風或暴風信號在中午12時30分發出，此時最接近本港，在天文台總部東北約35公里掠過。各區開始轉吹西至西南風，沙田，長洲及赤鱲角此時錄得強風，露茜在下午橫過深圳，天文台在下午4時10分改發三信強風信號，集結在天文台之西北約100公里，並減弱為強烈熱帶風暴。
露茜在晚上深入廣東內陸減弱為一個低壓區，天文台在7月23日凌晨2時35分取消三號強風信號。

### 颱風妮艼 (Nadine)
PAGASA:Sisang

### 熱帶風暴寶麗 (Polly)
PAGASA:Trining

### 颱風露絲 (Rose)
PAGASA:Uring
8月10日，一熱帶低氣壓在關島以西約185公里處形成，然後迅速增強至颱風程度，該熱帶氣旋被命名為露絲。形成後的露絲向西以時速約26公里移動，其中心氣壓頗高，而環流細小，雲區總直徑只有約370至560公里。露絲橫過菲律賓海後於8月14日在呂宋北部登陸，當地錄得露絲中心最高風速為每小時約140公里。受呂宋中部山區的地形影響，進入南中國海後的露絲風力有所消減。
進入南中國海以前，露絲的路徑主要受位於華中的高壓引導而向西。當露絲進入南中國海後，位於華中的高壓開始減退，露絲的移動速度於是減慢，並逐漸轉向西北。同時其中心風力亦有所加強，8月15日零時美軍氣象偵察機測得其中心氣壓在10小時內由980百帕斯卡下降至959百帕斯卡。當天下午錄得其中心風速為每小時約240公里，但其中心雲區直徑只為約185公里左右。

### 颱風愛娜斯 (Agnes)
PAGASA:Warling

### 颱風貝芙 (Bess)
PAGASA:Yayang

### 颱風黛娜 (Della)
PAGASA:Ading

### 颱風伊蘭 (Elaine)
PAGASA:Barang

### 颱風菲爾-姬羅莉亞 (Faye-Gloria)
PAGASA:Dadang-Krising

### 颱風克斯黛 (Hester)
PAGASA:Goying

### 颱風艾瑪 (Irma)
PAGASA:Ining

## 未被國際命名的熱帶氣旋
除了被命名的熱帶氣旋外，還有一些沒被命名的熱帶低氣壓的熱帶氣旋。以下列出那些熱帶氣旋的資料。

### 熱帶低氣壓
PAGASA:Hobing

## 熱帶氣旋名單
| - Agnes 29W - Bess 30W - Carmen 31W - Della 32W - Elaine 33W - Faye 34W - Gloria 35W - Hester 36W - Irma 37W - Judy 38W - Kit - Lola - Mamie - Nina - Ora - Phyllis - Rita - Susan - Tess - Viola - Winnie | - Alice - Betty - Cora - Doris - Elsie - Flossie - Grace - Helen - Ida - June - Kathy - Lorna - Marie - Nancy - Olga - Pamela - Ruby - Sally - Therese - Violet - Wilda | - Anita - Billie - Clara - Dot - Ellen - Fran - Georgia - Hope - Iris - Joan - Kate - Louise - Marge - Nora - Opal - Patsy - Ruth - Sarah 1W - Thelma 2W - Vera 3W - Wanda 4W | - Amy 5W - Babe 6W - Carla 7W - Dinah 8W - Emma 9W - Freda 10W - Gilda 11W - Harriet 12W - Ivy 13W - Jean 14W - Kim 15W - Lucy 16W - Mary 17W - Nadine 18W - Olive 19W - Polly 20W - Rose 21W - Shirley 22W - Trix 23W - Virginia 26W - Wendy 27W |

### 菲律賓熱帶氣旋命名法
菲律賓大氣地理天文部門 (PAGASA) 使用自己一套命名法，作於該國風暴責任範圍內的熱帶氣旋命名之用。與日本氣象廳不同，只要該熱帶氣旋會很間接地吹襲菲律賓或會影響周邊國家的話（不論強度高低），就會使用以下之熱帶氣旋名字。名單每四年循環再用，因此本年名單與1967年太平洋颱風季的名單相同黑體字表示今年已經使用過。
| - Auring - Bebeng - Karing - Diding - Etang - Gening | - Herming - Ising - Ludy - Mameng - Neneng - Oniang | - Pepang - Rosing - Sisang - Trining - Uring | - Warling - Yayang - Ading - Barang - Krising | - Dadang - Erling - Goying - Hobing - Ining |